# Буко (Атлантические Пиренеи)
Буко́ (фр. Boucau) — коммуна во Франции, находится в регионе Новая Аквитания. Департамент — Атлантические Пиренеи. Входит в состав кантона Байонна-2. Округ коммуны — Байонна.
Код INSEE коммуны — 64140.

## География

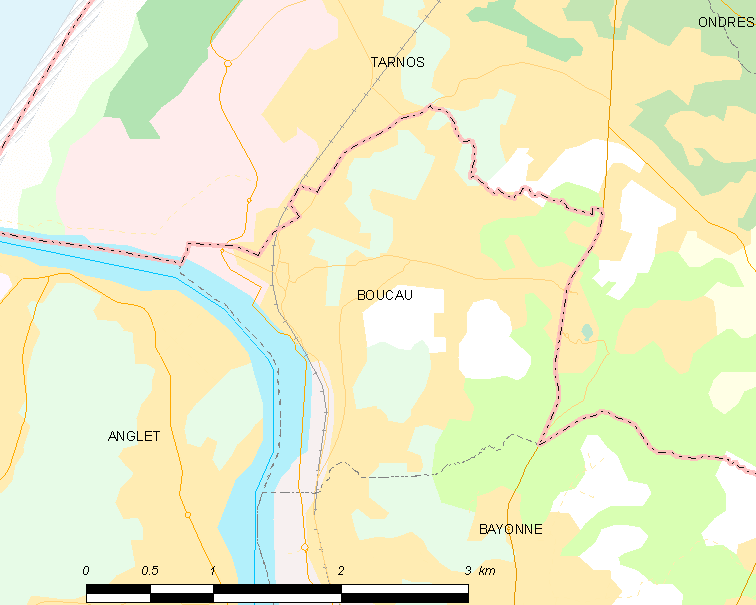
Карта коммуны

Коммуна расположена приблизительно в 670 км к юго-западу от Парижа, в 165 км южнее Бордо, в 95 км к западу от По.
На западе коммуны протекает река Адур.

## Климат
Климат тёплый океанический. Зима мягкая, средняя температура января — от +5°С до +13°С, температуры ниже −10 °C бывают редко. Снег выпадает около 15 дней в году с ноября по апрель. Максимальная температура летом порядка 20-30 °C, выше 35 °C бывает очень редко. Количество осадков высокое, порядка 1100 мм в год. Характерна безветренная погода, сильные ветры очень редки.

## Население
Население коммуны на 2010 год составляло 7762 человека.
| 1962 | 1968 | 1975 | 1982 | 1990 | 1999 | 2010 |
| ---- | ---- | ---- | ---- | ---- | ---- | ---- |
| 5801 | 5831 | 6091 | 6169 | 6814 | 6999 | 7762 |

## Администрация
| Период | Период | Фамилия          | Партия                              | Примечания                                           |
| ------ | ------ | ---------------- | ----------------------------------- | ---------------------------------------------------- |
| 1965   | 1995   | Жан Аббади       | Французская коммунистическая партия | генеральный советник кантона (1973—1992)             |
| 1995   | 2001   | Франсуа Жаке     | Объединение в поддержку республики  |                                                      |
| 2001   | 2014   | Мари Жозе Эспьоб | Французская коммунистическая партия | вице-президент агломерации Кот-Баск-Адур (2011—2014) |
| 2014   | 2020   | Франсис Гонсалес | Разные левые                        | вице-президент агломерации Кот-Баск-Адур (с 2014)    |

## Экономика
В 2010 году среди 5043 человек трудоспособного возраста (15-64 лет) 3769 были экономически активными, 1274 — неактивными (показатель активности — 74,7 %, в 1999 году было 68,0 %). Из 3769 активных жителей работали 3343 человека (1699 мужчин и 1644 женщины), безработных было 426 (197 мужчин и 229 женщин). Среди 1274 неактивных 341 человек были учениками или студентами, 535 — пенсионерами, 398 были неактивными по другим причинам.

## Города-побратимы
- Монтилья (Испания, с 1979)

## Фотогалерея

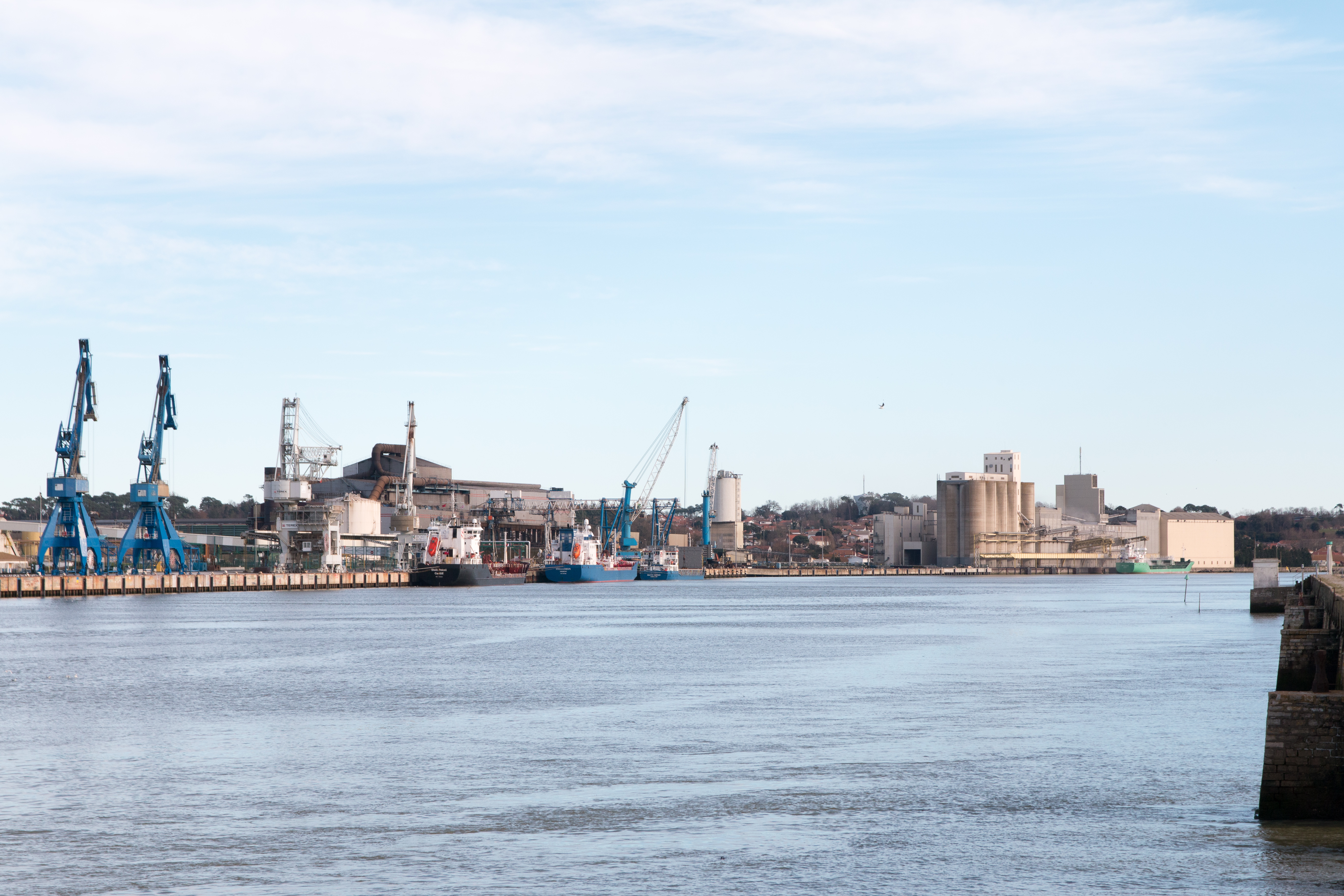
Порт
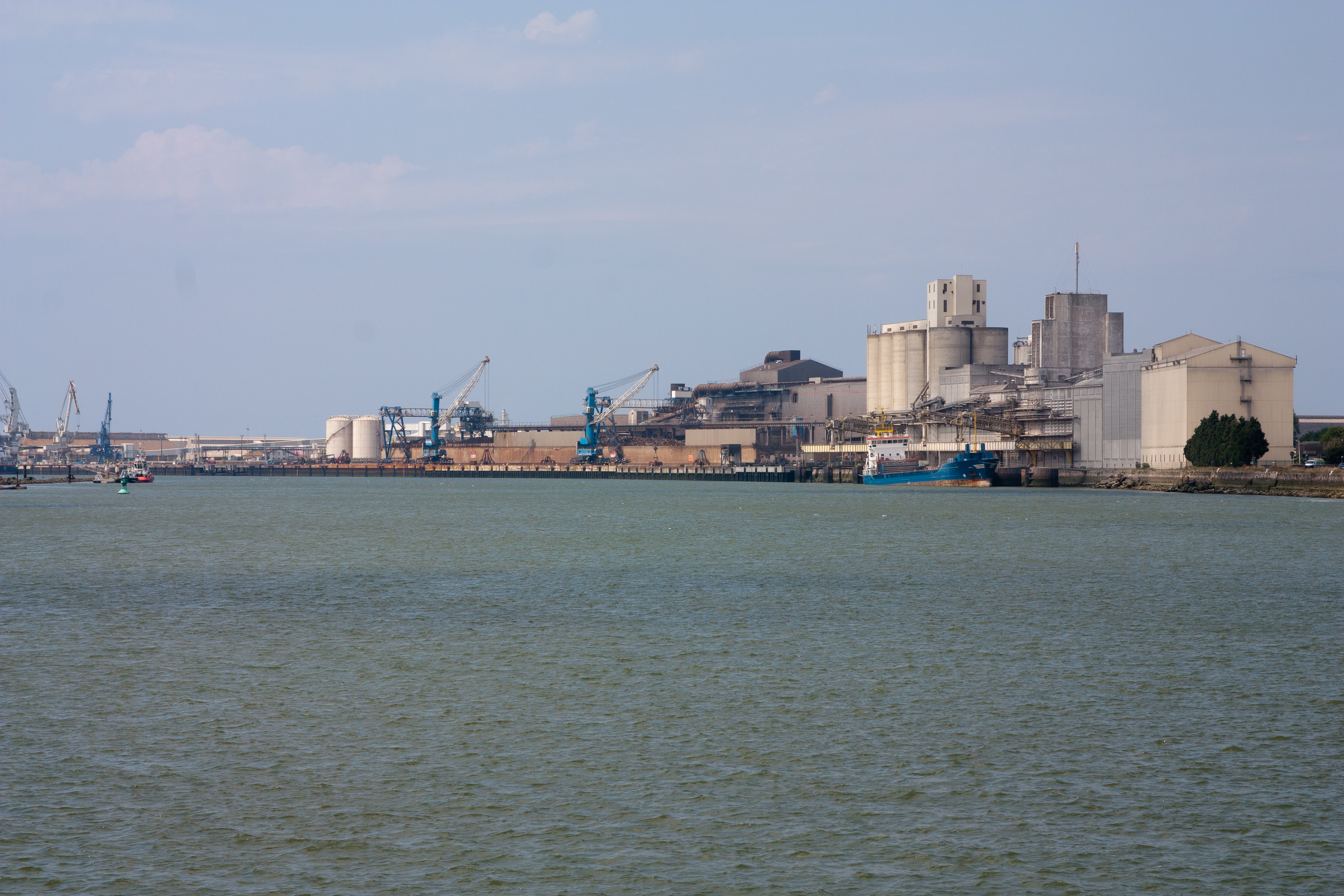
Порт
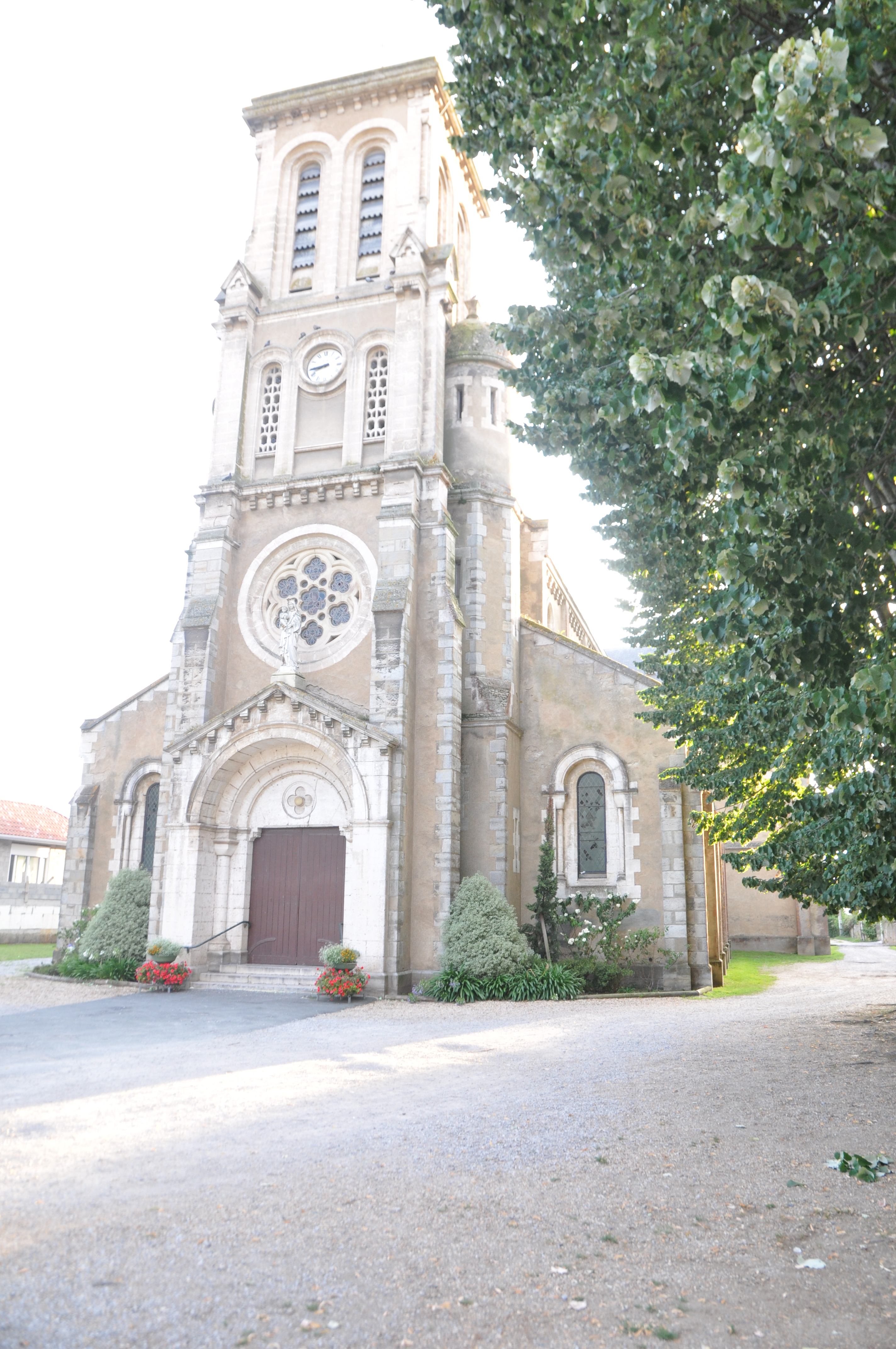
Церковь
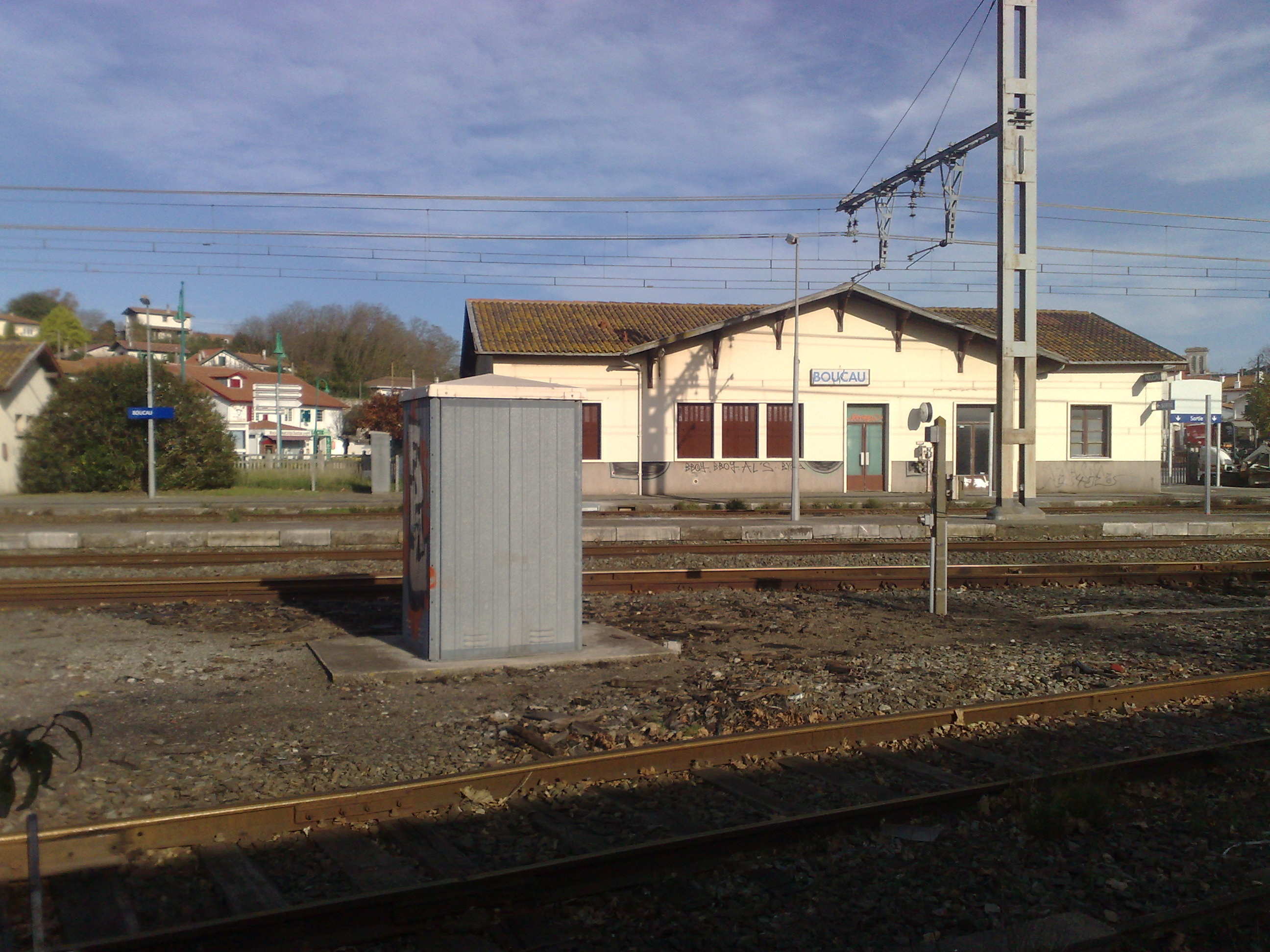
Вокзал
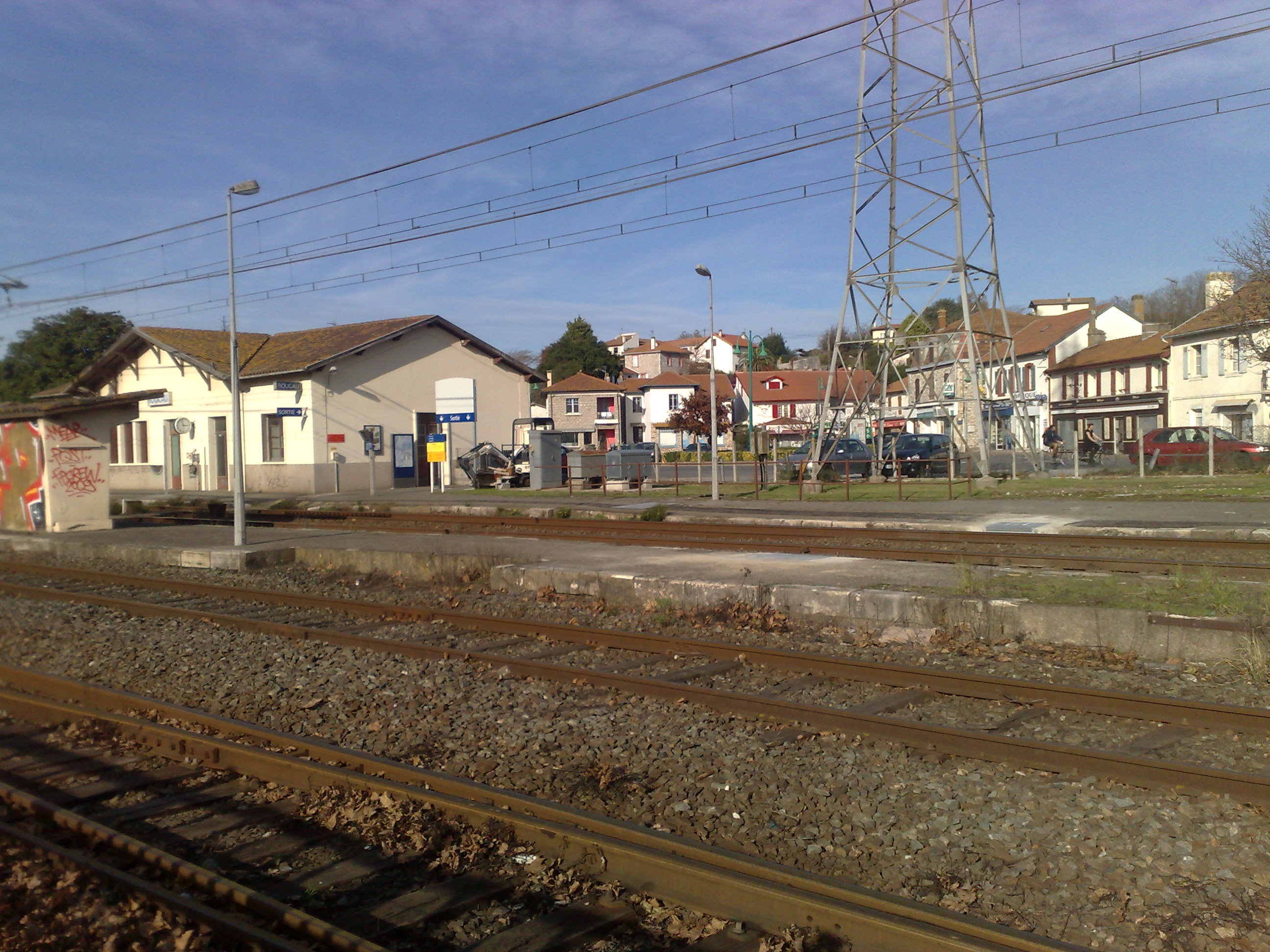
Вокзал